# Médaille Anania-Shirakatsi

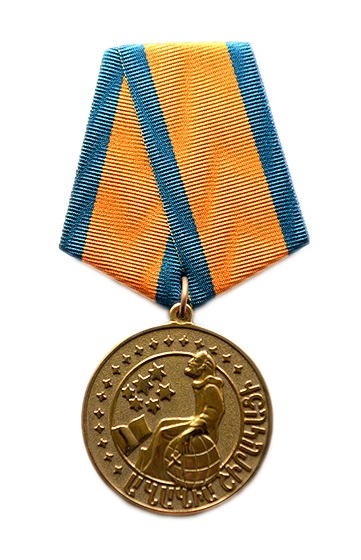
Médaille Anania-Shirakatsi.

La médaille Anania-Shirakatsi est une récompense décerné à des scientifiques dans le domaine de l'économie et des sciences naturelles, à des ingénieurs et à des inventeurs pour des contributions notables dans l'économie, l'ingénierie, la science et la technologie, ainsi que pour des inventions et des découvertes importantes.
La loi sur la médaille Anania-Shirakatsi est en vigueur depuis le 26 juillet 1993, modifiée le 15 novembre 2000. Elle est décernée par le président de la République d'Arménie. Elle porte le nom du scientifique médiéval arménien Anania Shirakatsi.
Parmi ses récipiendaires, on peut notamment citer l'astronome français d'origine arménienne Agop Terzan.